# 甘川文化村
甘川文化村（韓語：감천문화마을），又稱甘川洞文化村，是位於韓國釜山广域市沙下區甘川洞的一處城鎮，以色彩繽纷的街道聞名，現已成為一處觀光地標。
该处最初是1950年代朝鲜战争的难民和太極道教徒建造。
2009年，举办了“夢見釜山的马丘比丘”的公共艺术项目，2010年又举办了“美路迷宫”项目。现在，这里成为艺术氛围浓郁的地方，被称为“韓国的马丘比丘”、“韓国的圣托里尼”和“韓国的五渔村”。